# Erowarte
Erowarte, inheemse naam Ero Wate, is een dorp in het district Marowijne in Suriname. Het ligt vijf kilometer ten noorden van Albina.
In het dorp wonen 138 inheemse Surinamers van het volk Karaïben (Kaliña) die worden vertegenwoordigd door kapitein Jona Gunther (stand 2022). Gunther is aangesloten bij de  Vereniging Inheemse Dorpshoofden Suriname.

## Geschiedenis
De inheemse naam van het dorp is Ero Wate (dit is de juiste plek). Een van de eerste bewoners, was de Karaïbische Erowanaï. Hij woonde hier samen met bewoners van Arowakse afkomst. Het dorp werd meerdere keren verlaten. De eerste keer gebeurde dit na een houtkapongeluk, waarbij iemand het leven liet. Voor zowel Karaïben als Arowakken zijn slechte voorvallen een reden om naar een andere plek te verhuizen. Enkele Karaïben keerden later terug. Toen Erowanaï overleed verhuisden zij naar Oelapa, dat deel uitmaakt van Tapoekoe, omdat ze zich eenzaam voelden. Later betrokken nakomelingen van Erowanaï uit Galibi en Maripande (bij Papatamkondre in Albina) het dorp, onder wie Alfons Moetoeloewai. Na een ruzie werd het dorp opnieuw verlaten.
In de jaren 1950 ging Richinel Amo Voorthuizen terug naar Erowarte. In het dorp werd een landbouwproject opgezet dat geldt als het eerste grote landbouwgebied van deze regio. Het trok ook Javaanse Surinamers aan uit Moengo. Ook vestigden zich Zevendedagsadventisten in het dorp die een kerk, een school en een weg bouwden. Tijdens de Binnenlandse Oorlog (1986-1992) verlieten veel families het dorp en keerden weinigen meer terug; ook is er geen piai teruggekomen. De landbouwschool werd gesloten omdat alle machines en gereedschappen tijdens de oorlog werden gestolen. Ook zijn in deze tijd de meubelmaker en bakkerij verdwenen. Veel van de bewoners aan het begin van de 20e eeuw zijn van buitenaf gekomen.

## Voorzieningen
In het dorp bevindt zich een kerk van de Zevendedagsadventisten. Verder is er een voetbalteam en een basisschool. Sinds de oorlog is er geen polikliniek meer. Verder is er 24 uur per dag stroom. en leidingwater. Er is een vrouwenvereniging die projecten ontwikkelt voor het dorp.
Het dorp ligt op enkele kilometers afstand van de Albina Airstrip en heeft via de weg naar Albina aansluiting op de Oost-Westverbinding.

## Economie
De dorpelingen leven voornamelijk van de visserij, jacht en kostgrondjes. Sommige inwoners werken voor het ministerie van Regionale Ontwikkeling en er zijn in kleine mate inkomsten uit het toerisme, onder meer van dagjesmensen naar Love Beach en van het kampeerterrein.

## Overeenkomst met Aukaners
Kapitein Jona Gunther tekende in september 2019 een verklaring met Aukaanse vertegenwoordigers waarin onderlinge grenzen werden vastgelegd en gemeenschappelijk gebruik van de bossen werd overeengekomen.